# Jozef-Maria Heusschen
Jozef-Maria Heusschen (* 12. Juli 1915 in Tongern; † 30. Juni 2002 in Hasselt) war ein belgischer römisch-katholischer Geistlicher und erster Bischof von Hasselt.

## Leben
Jozef-Maria Heusschen studierte an der Päpstlichen Universität Gregoriana, wo er das Lizenziat in Theologie und Philosophie erwarb. Am 10. September 1939 empfing er in Lüttich das Sakrament der Priesterweihe für das Bistum Lüttich.
Seine weiteren Studien in Rom musste Heusschen 1940 kriegsbedingt unterbrechen. Er unterrichtete zunächst am Knabenseminar in Sint-Truiden. An der Katholischen Universität Löwen erwarb er das Lizenziat in Orientalischen Sprachen und Geschichtswissenschaft. Ab 1942 war er Professor für Exegese am Priesterseminar in Lüttich. 1953 wurde er Ehrendomherr an der St.-Pauls-Kathedrale in Lüttich. Bischof Louis-Joseph Kerkhofs berief ihn 1959 zum Generalvikar.
Papst Johannes XXIII. ernannte ihn am 25. Juli 1962 zum Titularbischof von Druas und Weihbischof in Lüttich. Der Bischof von Lüttich, Guillaume-Marie van Zuylen, spendete ihm am 21. September desselben Jahres die Bischofsweihe; Mitkonsekratoren waren der Bischof von Namur, André Marie Charue, und der Bischof von Brügge, Emiel-Jozef De Smedt. Als Wahlspruch wählte er Credidimus caritati – Wir haben die Liebe, die Gott zu uns hat, erkannt und gläubig angenommen (1 Joh 4,16 ). Ihm wurde die seelsorgliche Verantwortung für die Provinz Limburg übertragen; seinen Wohnsitz nahm er in Hasselt.

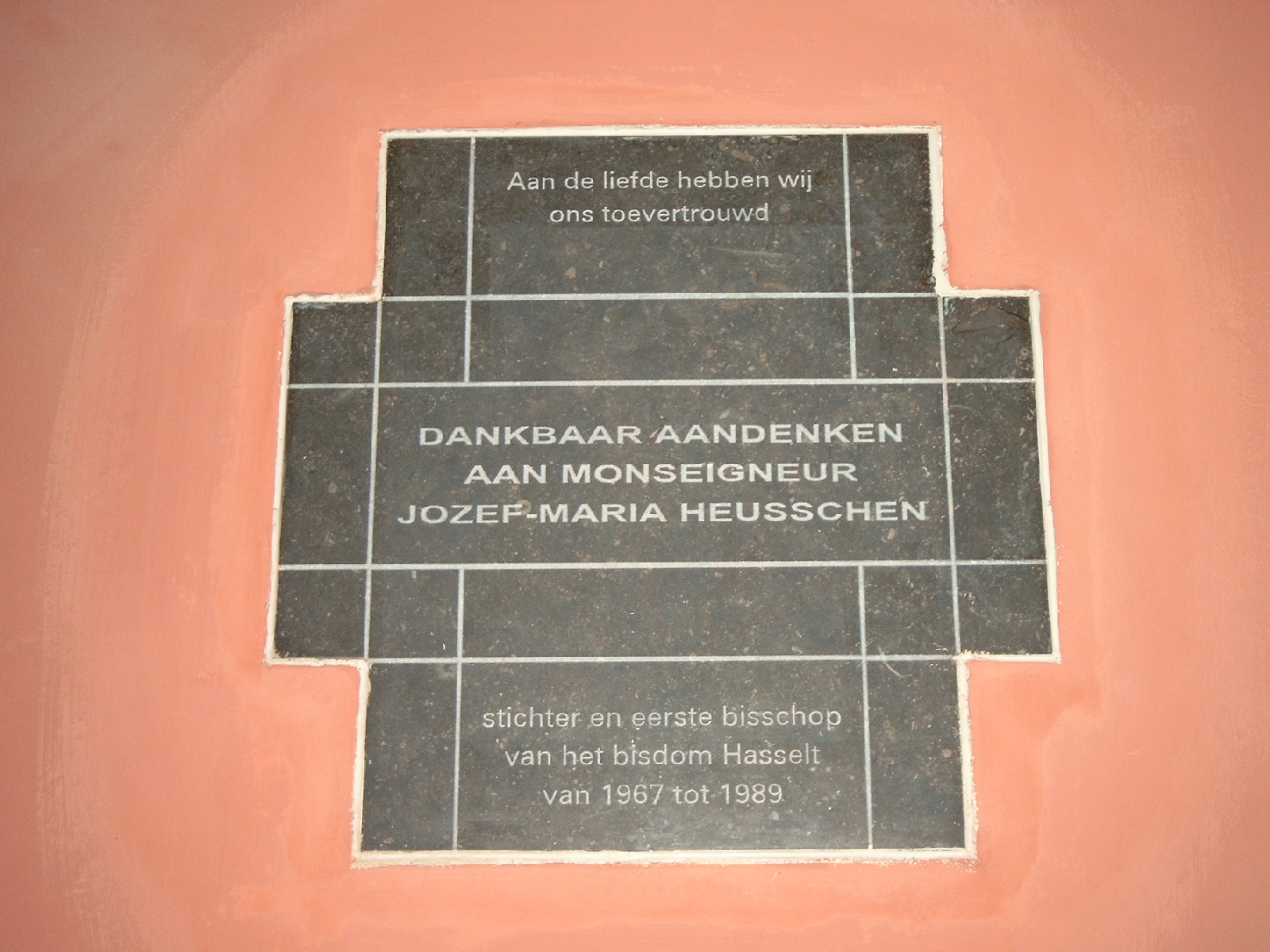
Grabplatte für Bischof Heusschen,
St.-Quintinus-Kathedrale, Hasselt

Er nahm an allen vier Sitzungsperioden des Zweiten Vatikanischen Konzils als Konzilsvater teil. Zu Beginn des Konzils wurde er zum Mitglied der Theologischen Kommission berufen und wirkte an Konzilsdokumenten wie Lumen gentium, Dei Verbum und Gaudium et Spes mit.
Am 13. Juni 1967 ernannte ihn Papst Paul VI. zum ersten Bischof des zwei Wochen zuvor errichteten Bistums Hasselt. Die kanonische Errichtung des Bistums erfolgte am 8. Juli desselben Jahres. Einen Tag später fand die Amtseinführung Heusschens statt. Neben dem Aufbau der Strukturen des neuen Bistums setzte sich Heusschen für die Umsetzung der Konzilsbeschlüsse und das Engagement der Laien ein. Fünf Jahre lang war er Mitglied der Kongregation für die Glaubenslehre und in der Kirchenprovinz Vorsitzender der Theologischen Kommission sowie verantwortlicher Bischof für die Bereiche Caritas und Familienseelsorge.
Bereits 1970 bat Heusschen aus Gesundheitsgründen um Entbindung von der Leitung des Bistums Hasselt. Stattdessen stellte ihm Papst Paul VI. in Paul Schruers einen Weihbischof zur Seite, der ab 1972 auch als Koadjutor weitgehende Vollmachten erhielt. Das Rücktrittsgesuch wurde erst am 15. Dezember 1989 von Papst Johannes Paul II. angenommen.
Jozef-Maria Heusschen fand in der St.-Quintinus-Kathedrale von Hasselt seine letzte Ruhestätte.